# Белов, Александр Александрович
Алекса́ндр Алекса́ндрович Бело́в (9 ноября 1951, Ленинград — 3 октября 1978, там же) — советский баскетболист, заслуженный мастер спорта СССР (1972).
Первый и единственный тренер — Владимир Кондрашин. Центровой и форвард команды «Спартак» (Ленинград) в 1967—1978 годах.
Вошёл в историю баскетбола своим победным броском на последней секунде финального матча Олимпийских игр 1972 года, который принёс победу сборной СССР над командой США. Советская баскетбольная сборная впервые стала олимпийским чемпионом, а американская команда потерпела первое в истории поражение на Олимпийских играх.

## Спортивные достижения
- Олимпийский чемпион (1972).
- Чемпион мира (1974).
- Чемпион Европы (1969, 1971).
- Чемпион СССР (1975).
- Бронзовый призёр Олимпийских игр (1976), чемпионата мира (1970).

## Таможенные скандалы 1973 и 1977 годов
Весной 1973 года, когда сборная СССР возвращалась из турне по США и Латинской Америке, на таможне аэропорта Шереметьево был уличен в «нарушении правил ввоза материальных ценностей в СССР». Вместе с А. Жармухамедовым, М. Коркией и И. Дворным получил «пожизненную дисквалификацию» и был отчислен из советской сборной. Через некоторое время дисквалификация была снята.
23 января 1977 года в ходе таможенного досмотра при выезде из СССР на соревнования в сумке Александра Белова были обнаружены иконы. Разгорелся скандал, появились даже статьи в центральной советской печати. Белов был лишён звания заслуженного мастера спорта СССР, а также стипендии. Его вывели из сборной СССР и состава «Спартака» (до декабря 1977 года).
Возможно, что Александр Белов стал жертвой провокации. По одной из версий, это была попытка занять его место в стартовой пятёрке советской сборной. По другой версии, так могли попытаться ослабить ленинградский «Спартак».

## Болезнь и смерть
На протяжении нескольких лет Александр Белов жаловался на боли в груди, в связи с чем тренер «Спартака» Владимир Кондрашин в каждой игре давал ему возможность отдохнуть несколько минут. Скандал и отстранение от баскетбола нанесли сильнейший удар по здоровью спортсмена. В августе 1978 года Белова пригласили на сборы в команду СССР, но уже через несколько дней он почувствовал себя плохо. Менее чем через два месяца, на 27-м году жизни, он скончался от редкой болезни — ангиосаркомы сердца. Похоронен на Северном кладбище в Ленинграде. Рядом с могилой Александра Белова позже был похоронен Владимир Кондрашин.
Сердце Александра Белова в качестве медицинского экспоната выставлено в музее СЗГМУ им. Мечникова, в клинике брюшной хирургии которого (тогда ЛенГИДУВ) в сентябре-октябре 1978 года он проходил лечение.

## Семья
- С апреля 1977 года был женат на баскетболистке Александре Овчинниковой, заслуженном мастере спорта СССР. Детей у супругов не было.

## Награды
- Орден «Знак Почета» (1972)

## Память
Александр Белов был включён в Зал славы ФИБА в день его открытия — 1 марта 2007 года.
В фильме «Движение вверх» (2017, реж. А. Мегердичев), который посвящён победе советской сборной на Олимпийских играх 1972 года в Мюнхене, роль Александра Белова сыграл Иван Колесников.